# مانولو هررو (بازیکن فوتبال، زاده ۱۹۶۷)
مانولو هررو (انگلیسی: Manolo Herrero؛ زادهٔ ۱۰ اکتبر ۱۹۶۷) بازیکن فوتبال اهل اسپانیا است.
از باشگاه‌هایی که در آن بازی کرده‌است می‌توان به باشگاه فوتبال لوانته، باشگاه فوتبال سویا، و باشگاه فوتبال رئال مورسیا اشاره کرد.